# Pavel Hanes
Pavel Hanes (* 1954, Rimavská Sobota) je slovenský evangelikální teolog a baptistický kazatel.
Je absolventem Evangelické bohoslovecké fakulty UK v Bratislave, kde se roku 2009 habilitoval. V letech 1982–1993 působil jako kazatel Bratrské jednoty baptistů. Od roku 1993 vyučuje na Katedře evangelikální teologie a misie na Pedagogické fakultě Univerzity Mateja Bela v Banské Bystrici. Věnuje se zejména biblistice (Starému zákonu), apologetice a filozofii.

## Dílo (výběr)
- Dejiny kresťanstva. Banská Bystrica, 1998. (2. vyd.: 2007, 3. vyd.: 2009)
- Revivalizmus a sociálna etika. Banská Bystrica, 2002.
- Christianity in the Post–Marxist Context. European Journal of Theology, 2008, Vol. XVII., No. 1, p. 29-38.
- Duchovné prebudenie a spoločnosť: dejiny, teológia, sociálna etika. Banská Bystrica, 2013.